# کتیبه‌های خصوصی فارسی میانۀ ساسانی و پساساسانی
کتیبه‌های خصوصی فارسی میانۀ ساسانی و پساساسانی کتابی نوشتۀ سیروس نصراله‌زاده است که در سال ۱۴۰۲ خورشیدی در ۳۷۲ صفحه در انتشارات آریارمنا و گروه پژوهشی باستان‌کاوی تیسافرن منتشر شده و شایسته تقدیر چهل و دومین جایزه کتاب سال جمهوری اسلامی ایران شده است.

## معرفی
کتاب کتیبه‌های خصوصی فارسی میانه ساسانی و پساساسانی به کتیبه‌های خصوصی فارسی میانهٔ ساسانی و پساساسانی موجود از دورهٔ ساسانی به چند دسته تقسیم می‌شوند. کتیبه‌های سلطنتی یا دولتی که به الفبای پهلوی کتیبه‌ای یا منفصل نوشته شده‌اند، یکی از این دسته‌ها را تشکیل داده‌اند. این کتیبه‌ها یا مربوط به شاهان ساسانی است مثل اردشیر اول، شاپور اول، نرسی، شاپور دوم و سوم و یا بزرگان و مقامات دولتی و دینی مثل کتیبهٔ ابنون، کرتیر، مهرنرسی و دیگران. این کتیبه‌ها دیدگاه رسمی حکومت ساسانی را نشان می‌دهد، اما دستهٔ دیگر که مربوط به اواخر دورهٔ ساسانی تا سده‌های ۵ هجری است، کتیبه‌های موسوم به کتیبه‌های خصوصی است. این دسته از کتیبه‌ها، به الفبای پهلوی متصل نوشته شده‌اند و چون مربوط به جامعهٔ ایرانی در دورهٔ ساسانی و دورهٔ اسلامی است، اطلاعات بیشتری دربارهٔ این جامعه می‌دهد و به‌سبب کمبود منابع از پایان دورهٔ ساسانی و آغاز اسلام در ایران، به‌ویژه تا سدهٔ ۵ هجری، می‌تواند اطلاعات تاریخی خوبی از جامعهٔ زردشتی در اختیار قرار دهد. در کتاب حاضر ۱۲۲ کتیبه بررسی و خوانده و همراه با تعلیقات آمده است. 
بخش یکم کتاب حاوی گورنوشته‌ها است. بخش مهمی از کتیبه‌های خصوصی گورنوشته‌های جامعهٔ زردشتی است که در ایران، چین و استانبول یافت شده است. این گورنوشته‌ها بر اساس نوع تدفین دین زردشتی است و تنوع کتیبه‌ای بسیاری دارد. قدیمی‌ترین این کتیبه‌ها از اواخر دورهٔ یزدگرد سوم آغاز می‌شود و متأخرترین آنها برج‌ لاجیم در استان مازندران است. بخش دوم حاوی کتیبه‌های یادبودی است. این کتیبه‌ها گاه درمورد وقف چاه یا زمین است و گاه دیدار جامعهٔ زردشتی از جایی مثل هند و یا تعمیر قلعه‌ای در فارس. این نوع کتیبه‌ها در ایران، هند، دربند قفقاز در داغستان یافت شده‌اند. بخش سوم حاوی کتیبه‌های خصوصی مسیحیان ایرانی است. در دورهٔ ساسانی مسیحیت در ایران توسعهٔ بسیاری یافت و حتی حکومت ساسانی توانست نوعی مسیحیت ایرانی به نام «نستوری» را در ایران در تقابل با مسیحیت ارتودوکس بیزانس شکل دهد. از این‌ها کتیبه‌هایی به خط و زبان پهلوی ساسانی باقی مانده است. یکی از آنها گورنوشته‌ای است که در استانبول امروزی قرار دارد و بخش دیگر کتیبه‌های یادبودی آنها است که در هند و هرات یافته شده است.

## جایزه
در آیین پایانی چهل و دومین جشنوارۀ کتاب سال ایران که سه‌شنبه هفتم اسفندماه ۱۴۰۳ در تالار وحدت برگزار شد، کتاب کتیبه‌های خصوصی فارسی میانۀ ساسانی و پساساسانی که انتشارات آریارمنا و گروه پژوهشی باستان‌کاوی تیسافرن آن را منتشر کرده، به‌عنوان کتاب شایسته قدردانی انتخاب شد.. 